# 高橋紀成
高橋 紀成（たかはし きせい、1965年〈昭和40年〉9月6日 - ）は日本のプロデューサー。株式会社シーアイエー代表取締役、株式会社風土取締役副社長エグゼクティブプロデューサー兼会長室長。

## 経歴
東京都江東区に生まれる。開成高校を卒業後、カリフォルニア州立大学ロングビーチ校とマサチューセッツ工科大学を中退し、プロパティマネジメントを学んで帰国後に東京理科大学へ入学するも中退する。
1991年より1998年まで外部プロデューサーとして株式会社電通テレビ局に出向し、世界最大のヨットレースであるアメリカスカップ1992PRプロデューサー、初代タイガーマスク佐山サトルが主宰する日本プロシューティング取締役広報部長、長野冬季オリンピック誘致プロジェクトのメンバーなどを務める。
1995年に独立して総合代理店業の株式会社シー・アイ・エーを設立する。1996年テレビ東京系列でテレビ番組『出動！ミニスカポリス』をテリー伊藤とともに制作し、自らも番組に出演するなど話題作りに精力する。1997年に本宮ひろ志原作『新・男樹』の映画化を手掛ける。
2001年に連合赤軍事件を扱った『光の雨』で製作総指揮を務め、2003年に製作総指揮を務めた『ヴァイブレータ』が東京国際映画祭優秀作品賞を受賞。関わった作品に、マンハイム・ハイデルベルク国際映画祭特別賞、ナント三大陸映画祭優秀主演女優賞、ヨコハマ映画祭主演女優賞・助演男優賞・監督賞・脚本賞・作品賞、ドーヴィルアジア映画祭脚本賞、高崎映画祭監督賞、シンガポール国際映画祭審査員特別賞・最優秀女優賞、ブルーリボン賞主演女優賞、キネマ旬報第3位・主演女優賞・新人女優賞・助演男優賞・脚本賞、日本映画批評家大賞主演女優賞、エランドール賞新人賞、藤本賞特別賞、をそれぞれ受賞したものがあり、2004年に樹海を扱った『樹の海』が東京国際映画祭日本映画・ある視点部門作品賞・特別作品賞を受賞した。
Sweet Basilチーフプロデュースオフィサー、ファシリティマネジメント特化の株式会社ジー・エフ・エム初代代表取締役、同取締役会長を経て、開成高校の先輩である小山政彦が興した株式会社風土で取締役副社長を務めている。

## 主なプロデュース作品

### テレビ番組

#### ドラマ
2002年
- 月曜ミステリー劇場「人情質屋の事件台帳2悪徳商法殺人事件」-TBS

#### ドキュメンタリー
2011年
- 「ヒップホップ・ジェネレーション～新世代J-RAPの息吹～」-テレビ朝日
- 【リアル×ワールド】写真家・山岸伸～人生の残り時間～-日本テレビ(4/30)

2012年
- 【未来シアター】銅版画家・小松美羽　再生～28歳の決意～-日本テレビ(12/14)
- 【Asian Muse〜世界を魅了する日本の美神たち〜】-フジテレビ(3/14)

2013年
- 【ニュースピア】有田焼×小松美羽-九州朝日放送(3/20)

2014年
- 【NBS月曜スペシャル】勘違いから始まった画家・小松美羽の夢と挑戦-長野放送(5/26)
- 【NBS月曜スペシャル】続・勘違いから始まった画家・小松美羽の夢と挑戦-長野放送(11/24)

2015年
- 【星に願いを】～画家 小松美羽～-BS日テレ(12/6)
- 【星に願いを】～プロボウラー 酒井美佳～-BS日テレ(12/8)
- 【星に願いを】～モデル 女優 山田愛奈～-BS日テレ(12/10)
- 【星に願いを】～台湾編～-BS日テレ(12/11)
- 【星に願いを】～総集編～-BS日テレ(12/13)

- 【情熱大陸】 世界が彼女を見つけた日～小松美羽～-TBS系(11/29

#### バラエティ
1996年
- 「Y2club」-テレビ東京、
- 「出動!ミニスカポリス」-テレビ東京

1997年
- 「カイカン雛スポ」-テレビ朝日

1998年
- 「雛かっぱー」-テレビ朝日

2000年
- 「おんなぎ」-テレビ東京
- 「雑草のごとく〜その役者・宮本大誠」-青森テレビ
- 「新世紀XX列伝チェリッ娘」-CS

2001年
- 「トッポとロージー」 - フジテレビ
- 「新・出動!ミニスカポリス」-テレビ東京

2002年
- 「宮前るいの8代目ポリス」-CS

2003年
- 「出動!ミニスカポリス全国版」-BSジャパン
- 「石田純一の恋愛病棟24時」-山梨テレビ

2005年
- 「ミニスカポリス7ティーン」-インターネットテレビGyao

2006年
- 「PopteenTV」-インターネットテレビGyao

### 映画
1997年
- 「新・男樹」-監督：小久保利己

1998年
- 「大いなる完」-監督：高橋伴明

1999年
- 「サラリーマン金太郎」-監督：三池崇史

2000年
- 「新・男樹〜完結編〜」-監督：小久保利己

2001年
- 「LADY PLASTIC」-監督：高橋玄
- 「光の雨」-監督：高橋伴明

2002年
- 「銀の男〜六本木伝説〜」-監督：高橋玄
- 「銀の男〜青森純情編〜」-監督：高橋玄

2003年
- 「ヴァイブレータ」-監督：廣木隆一

2004年
- 「樹の海」-監督：瀧本智行

2006年
- 「I am 日本人」-監督：月野木隆

2009年
ドキュメンタリー映画「君はノーサイドの笛を聞いたか!」-監督：石井信行
2019年
- 「花戦さ」-監督：篠原哲雄

2017年
- 「空母いぶき」-監督：若松節朗

2022年
- 「大河への道」-監督：中西健二
2025年
- 「雪風YUKIKAZE」-監督：山田敏久

### 歌謡曲（歌唱・作詞・作曲も担当している）
- 「不死鳥伝説」
- 「海老秀・えびひで・エビヒデ★おいらの海老秀」
- 「ビレッジパープルカルビＺ」
- 「HEAVEN」